# Luisa di Danimarca (1875-1906)
Principessa Luisa di Danimarca (Louise Caroline Josephine Sophie Thyra Olga; Copenaghen, 17 febbraio 1875 – Ratiboritz, 4 aprile 1906) è stata una principessa danese, maggiore delle figlie di Federico VIII di Danimarca e della regina Luisa, nata principessa di Svezia.

## Biografia

### Giovinezza

Luisa assieme alla madre.

Luisa nacque il 17 febbraio 1875 nel Palazzo di Federico VIII, facente parte del complesso di Palazzo di Amalienborg situato nel centro di Copenaghen, prima figlia dell'erede al trono Federico di Danimarca e della principessa Luisa di Svezia. Luisa era nipote di Carlo XV di Svezia e di Cristiano IX di Danimarca, soprannominato "suocero d'Europa", quindi prima cugina di Giorgio V del Regno Unito, della regina Maud di Norvegia, nonché sua cognata in quanto moglie del fratello Haakon VII, di Costantino I di Grecia, Nicola II di Russia e di Ernesto Augusto di Brunswick. La principessa aveva lo stesso nome della madre e della nonna paterna e materna .
La principessa crebbe, assieme ai quattro fratelli e alle tre sorelle, fra Palazzo Amalienborg, residenza cittadina, e Palazzo di Charlottenlund, residenza estiva situata sulla costa che si affaccia sullo Stretto di Øresund, a pochi chilometri fuori la capitale danese. Luisa ed i suoi fratelli furono allevati dalla stessa madre, contrariamente all'usanza dell'epoca di servirsi di governanti, ricevendo però un'educazione di stampo cristiano, caratterizzata da austerità, adempimento al dovere, cura ed ordine, venendo comunque supervisionati da diversi tutori privati. Luisa era descritta come una ragazza molto riservata, timida e tranquilla.

### Matrimonio

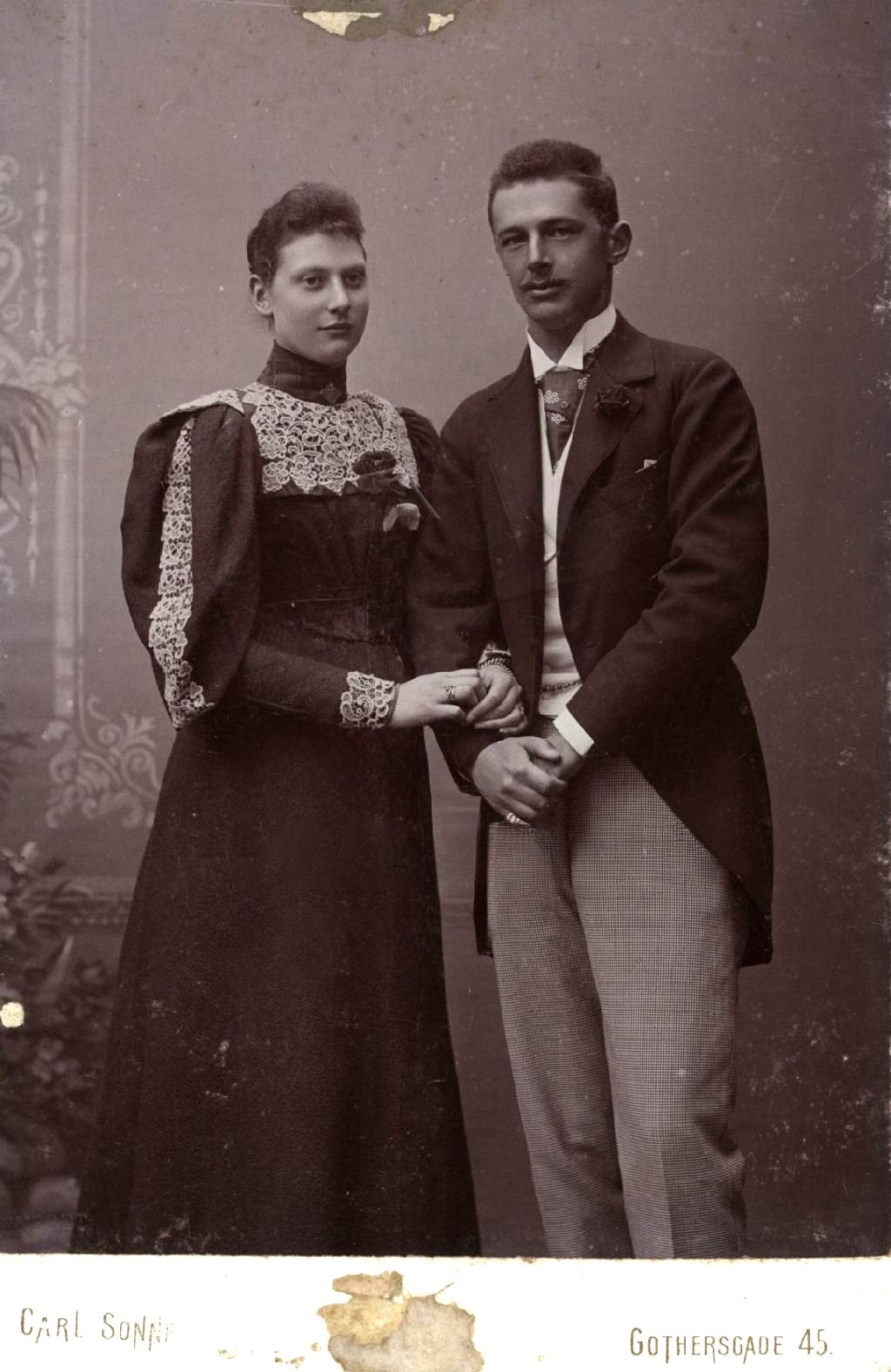
Luisa e Federico nel 1896.

Tramite la nonna materna, la regina di Svezia, a Luisa venne presentato il principe Federico di Schaumburg-Lippe, figlio di Guglielmo di Schaumburg-Lippe e di Batilde di Anhalt-Dessau; la coppia si fidanzò nel 1894 per poi sposarsi il 5 maggio 1896 nel Palazzo di Amalienborg . La coppia ebbe tre figli :
- Maria Luisa (1897-1938), Principessa di Prussia
- Cristiano (1898-1974), Principe di Schaumburg-Lippe
- Stefania (1899-1925), Principessa di Bentheim e Steinfurt

Luisa e Federico vivevano nel Castello di Ratibořice in Boemia. Le nozze però non risultarono felici, la principessa soffriva di malinconia e nostalgia di casa, desiderando la Danimarca, infatti era solita visitare la sua famiglia per molto tempo, rimanendovi per due o tre mesi ogni volta. Lo stesso padre Federico VIII veniva a trovarla ogni anno .

### Morte
Luisa di Danimarca morì il 4 aprile 1906, poco tempo dopo la scomparsa del nonno Cristiano IX ; la causa ufficiale della morte di Luisa fu un'infiammazione cerebrale, causata dalla meningite, dopo alcune settimane di malattia. Si dice che avesse tentato di annegarsi nel lago del Castello di Ratibořice e, dopo quell'ipotetico episodio, si sarebbe ammalata per poi morire.

## Albero genealogico
|                            |                   |                                | Genitori                               |  |  | Nonni |  |  | Bisnonni                                                       |  |  | Trisnonni                                            |  |
|                            |                   |                                |                                        |  |  |       |  |  | Federico Guglielmo di Schleswig-Holstein-Sonderburg-Glücksburg |  |  | Federico Carlo di Schleswig-Holstein-Sonderburg-Beck |  |
|                            |                   |                                |                                        |  |  |       |  |  | Federico Guglielmo di Schleswig-Holstein-Sonderburg-Glücksburg |  |  | Federico Carlo di Schleswig-Holstein-Sonderburg-Beck |  |
|                            |                   | Federica di Schlieben          |                                        |  |  |       |  |  | Federico Guglielmo di Schleswig-Holstein-Sonderburg-Glücksburg |  |  |                                                      |  |
| Cristiano IX di Danimarca  |                   |                                |                                        |  |  |       |  |  | Federico Guglielmo di Schleswig-Holstein-Sonderburg-Glücksburg |  |  |                                                      |  |
|                            |                   | Luisa Carolina d'Assia-Kassel  | Carlo d'Assia-Kassel                   |  |  |       |  |  |                                                                |  |  |                                                      |  |
|                            |                   | Luisa Carolina d'Assia-Kassel  | Carlo d'Assia-Kassel                   |  |  |       |  |  |                                                                |  |  |                                                      |  |
|                            |                   | Luisa Carolina d'Assia-Kassel  | Luisa di Danimarca                     |  |  |       |  |  |                                                                |  |  |                                                      |  |
| Federico VIII di Danimarca |                   | Luisa Carolina d'Assia-Kassel  |                                        |  |  |       |  |  |                                                                |  |  |                                                      |  |
|                            |                   | Guglielmo d'Assia-Kassel       | Federico d'Assia-Kassel                |  |  |       |  |  |                                                                |  |  |                                                      |  |
|                            |                   | Guglielmo d'Assia-Kassel       | Federico d'Assia-Kassel                |  |  |       |  |  |                                                                |  |  |                                                      |  |
|                            |                   | Guglielmo d'Assia-Kassel       | Carolina di Nassau-Usingen             |  |  |       |  |  |                                                                |  |  |                                                      |  |
| Luisa d'Assia-Kassel       |                   | Guglielmo d'Assia-Kassel       |                                        |  |  |       |  |  |                                                                |  |  |                                                      |  |
|                            |                   | Luisa Carlotta di Danimarca    | Federico di Danimarca                  |  |  |       |  |  |                                                                |  |  |                                                      |  |
|                            |                   | Luisa Carlotta di Danimarca    | Federico di Danimarca                  |  |  |       |  |  |                                                                |  |  |                                                      |  |
|                            |                   | Luisa Carlotta di Danimarca    | Sofia Federica di Meclemburgo-Schwerin |  |  |       |  |  |                                                                |  |  |                                                      |  |
| Luisa di Danimarca         |                   | Luisa Carlotta di Danimarca    |                                        |  |  |       |  |  |                                                                |  |  |                                                      |  |
|                            | Oscar I di Svezia | Jean-Baptiste Jules Bernadotte |                                        |  |  |       |  |  |                                                                |  |  |                                                      |  |
|                            | Oscar I di Svezia | Jean-Baptiste Jules Bernadotte |                                        |  |  |       |  |  |                                                                |  |  |                                                      |  |
|                            | Oscar I di Svezia | Désirée Clary                  |                                        |  |  |       |  |  |                                                                |  |  |                                                      |  |
| Carlo XV di Svezia         | Oscar I di Svezia |                                |                                        |  |  |       |  |  |                                                                |  |  |                                                      |  |
|                            |                   | Giuseppina di Leuchtenberg     | Eugenio di Beauharnais                 |  |  |       |  |  |                                                                |  |  |                                                      |  |
|                            |                   | Giuseppina di Leuchtenberg     | Eugenio di Beauharnais                 |  |  |       |  |  |                                                                |  |  |                                                      |  |
|                            |                   | Giuseppina di Leuchtenberg     | Augusta di Baviera                     |  |  |       |  |  |                                                                |  |  |                                                      |  |
| Luisa di Svezia            |                   | Giuseppina di Leuchtenberg     |                                        |  |  |       |  |  |                                                                |  |  |                                                      |  |
|                            |                   | Federico d'Orange-Nassau       | Guglielmo I dei Paesi Bassi            |  |  |       |  |  |                                                                |  |  |                                                      |  |
|                            |                   | Federico d'Orange-Nassau       | Guglielmo I dei Paesi Bassi            |  |  |       |  |  |                                                                |  |  |                                                      |  |
|                            |                   | Federico d'Orange-Nassau       | Guglielmina di Prussia                 |  |  |       |  |  |                                                                |  |  |                                                      |  |
| Luisa dei Paesi Bassi      |                   | Federico d'Orange-Nassau       |                                        |  |  |       |  |  |                                                                |  |  |                                                      |  |
|                            |                   | Luisa di Prussia               | Federico Guglielmo III di Prussia      |  |  |       |  |  |                                                                |  |  |                                                      |  |
|                            |                   | Luisa di Prussia               | Federico Guglielmo III di Prussia      |  |  |       |  |  |                                                                |  |  |                                                      |  |
|                            |                   | Luisa di Prussia               | Luisa di Meclemburgo-Strelitz          |  |  |       |  |  |                                                                |  |  |                                                      |  |
|                            |                   | Luisa di Prussia               |                                        |  |  |       |  |  |                                                                |  |  |                                                      |  |